# 대망 (소설)
대망은 동서문화사에서 도쿠가와 이에야스를 원저자의 허락을 받아 번역해 출간 한 후 료마가 간다 등의 책을 해적판으로 묶어 만든 소설집이다.
원저자의 허락을 증명하지 못하여 소설집에 속한 도쿠가와 이에야스를 무단 번역해 출간한 혐의 때문에 동서문화사 고정일 대표와 법인이 민형사 고소를 당하는 사건이 있었다. 하지만 1987년 저작권법 시행 이전에는 해적판 번역이 합법이었으나 개정판을 낸 것이 문제였다.
고정일 대표는 1심에서 징역형의 집행유예를 선고받았으며 동서문화사는 몇달 뒤 도쿠가와 이에야스를 무단 번역해 출간한 혐의 때문에 이 작품의 정식 계약사인 솔출판사로부터 기소되어 민사소송에서 패소했다. 그후 솔출판사와 조정으로 소송을 끝냈다.
2020년 5월 12일 2심에서 벌금형으로 감형됐다. 3심에서 원저자 유족인 조카의 편지를 통해 해적판이 아니라는 사실이 밝혀져 도쿠가와 이에야스를 번역한 부분이 해적판이라는 불명예를 벗고 또한 2005년 버전과 이전 버전은 같은 저작물이라는 취지로 무죄 취지로 파기환송되어 명예를 회복했다
이후 원저자 유족의 허락을 얻은 개정판이 나왔다.
파기환송심에서 고정일 대표는 별세하여 공소기각이 되고 법인은 무죄가 확정됐다.

## 사건 번호
- 1심 서울중앙지방법원 2017고단4808
- 2심 서울중앙지방법원 2019노442
- 3심 대법원 2020도6425
- 파기환송심 서울중앙지방법원 2020노3932

## 같이 보기
- 도쿠가와 이에야스 (소설)